# Pablo Komlós
Pablo Komlós (Budapeste, 15 de setembro de 1907 — Porto Alegre, 26 de março de 1978) foi um maestro húngaro ativo na Europa, Uruguai e Brasil, onde faleceu.
Fez seus estudos de regência e composição na Academia Real da Hungria, sob a orientação dos compositores Kodály e Wainer. Com 18 anos já estreava como regente de óperas no Teatro Municipal de Budapeste. Mais tarde se transferiu para Munique, onde aperfeiçoou seus estudos e deu diversos concertos. Seguiu para Troppau, na Tchecoslováquia, para assumir o cargo de diretor da ópera local, e logo passou para Praga, apresentando-se no Teatro Alemão. Voltando a Budapeste, assumiu a direção do Teatro Municipal, onde permaneceu até 1939, quando se demitiu e mudou-se para a América, em razão do início da Segunda Guerra Mundial.
Por mais de 10 anos trabalhou em Montevidéu, no Uruguai e, em 1950, mudou-se para Porto Alegre, no estado do Rio Grande do Sul, assumindo a organização e regência da recém-fundada Orquestra Sinfônica de Porto Alegre (OSPA), onde se manteve até 1978. À frente da OSPA, tornou-se uma das mais dinâmicas personalidades musicais do Rio Grande do Sul em sua época.